# تل كرميتا
تل كرميتا موقع أثري يقع على بعد 4  كيلومترات شمال بر الياس، على طريق زحلة في محافظة البقاع، لبنان. يعود تاريخه على الأقل إلى العصر الحجري الحديث مع العثور على مواد في وقت مبكر من العصر الحديدي .